# Guglielmo Giraldi
Guglielmo Giraldi, oppure Guglielmo Giraldi Magri (Ferrara, ... – ...; fl. XV secolo), è stato un miniatore italiano ferrarese, tra i più importanti del rinascimento italiano, celebre per aver realizzato il Codice Urbinate Latino 365, commissionatogli dal duca di Urbino Federico da Montefeltro e in cui sono rappresentati alcuni episodi dell' Inferno e del Purgatorio dantesco.

## Biografia

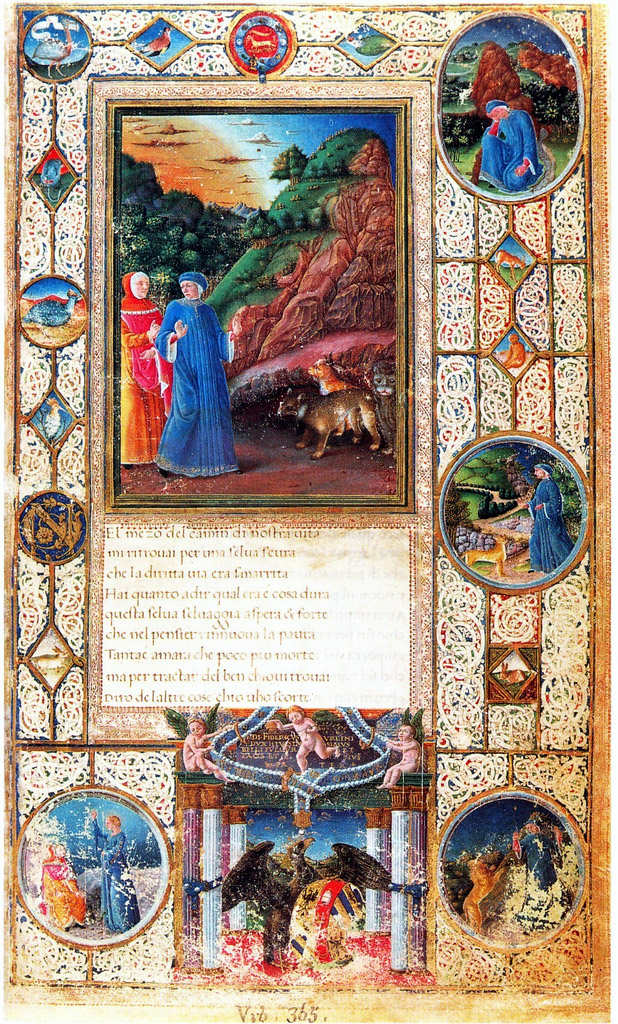
Inferno, Canto I, Divina Commedia di Federico da Montefeltro ad opera del Giraldi, conservato ora nella Biblioteca Apostolica Vaticana colla segnatura di ms UrbLat365.

### Tra Ferrara e Mantova
Guglielmo Girardi (o Zirardi) nacque dal sarto ferrarese Giovanni de' Ziraldi detto il Magro in una data ignota, così come lo è la data in cui morì, anche se Luigi Michelini Tocci, sulla base di un primo lavoro artistico del 1448, suggerisce che il Giraldi dovesse avere 25 anni circa. L'attività biografica e artistica del Girardi, che iniziò nel 1441 e terminò nel 1496, indicano che ebbe sicuramente una lunga vita. Dopo aver ricevuto la tonsura nella Cattedrale di Ferrara (12 novembre 1441) insieme all'amico e collega Cosmè Tura, per il Girardi incominciò a farsi notare da Lionello d'Este, marchese di Ferrara, per il suo talento artistico, presso il quale realizzò un breviario insieme al suo maestro Giorgio d'Allemagna. Presso la corte estense il Giraldi lavorò anche dopo la morte di Lionello (1450), venendo assunto dal fratello del defunto marchese, Borso. Mentre Giraldi, tra il 1457 e il 1459, lavorava sull'Eneide e altre scene tratte dal corpus virgiliano per il patrizio veneziano Leonardo Sanuto a quell'epoca residente a Ferrara, contribuì all'ornamento artistico della celebre Bibbia di Borso d'Este. Inoltre, sappiamo che il Girardi lavorò anche a Mantova, da come si può desumere da un'epistola del 1469 indirizzata a Barbara di Brandeburgo, moglie di Ludovico Gonzaga. Realizzò anche un Salterio eseguito nel 1475 per i monaci della Certosa di Parma, in collaborazione col nipote Alessandro dei Leoni e conservato nella Biblioteca Estense universitaria di Modena; in questa raffinata opera si ritrovano, tradotti in moduli miniaturistici, i caratteri stilistici della grande pittura ferrarese: incisività di impianto lineare e splendore adamantino del colore.

### Al servizio di Federico da Montefeltro

#### Il "Dante Urbinate"
Il servizio presso la biblioteca di Federico da Montefeltro, duca di Urbino, iniziò verso il 1478, grazie all'intercessione del calligrafo volterrano Matteo Contugi, che ricopierà le terzine dantesche. Alla corte di Urbino, presso la quale il Girardi rimase fino al 1480 alternando la sua permanenza con soggiorni ferraresi e dove ottenne la stima del duca Federigo (per il quale Girardi realizzò anche un evangeliario e continuò il Virgilio richiesto dal Sanudo), il Giraldi (aiutato anche dal nipote Alessandro Leoni) pubblicò, dopo due anni di lavori, l'Inferno e alcune scene del Purgatorio dantesco, dando origine a quello che diventera il manoscritto Urbinate Latino 365, conservato attualmente alla Biblioteca Apostolica Vaticana. L'opera, straordinaria per la resa colorista e la vivacità che traspare dalle scene immaginate dal Giraldi, frutto della rinnovata concezione artistica propria del rinascimento. Secondo Giordana Canova Mariani, il "Dante Urbinate"
(Il miniatore Guglielmo Giraldi)
Nonostante il grande impegno profuso da Giraldi, egli non riuscì a completare il lavoro, che fu ultimato dal suo successore, Franco di Giovanni De Russi.

### Gli ultimi anni
Ritornato a Ferrara, Giraldi continuò a lavorare per il nuovo duca Ercole I, continuando la sua attività di miniatore. Nel 1486 prese definitivamente gli ordini sacri e, nel 1494, è arciprete di San Giovanni di Sassocorvaro. Non si sa dove e quando morì, ma dal testamento del 1478 dispose di essere sepolto nella certosa di San Cristoforo a Ferrara, luogo a lui particolarmente caro.